# پیر-آنری میانتئور
پیر-آنری میانتئور (فرانسوی: Pierre-Henri Menthéour‎; ۹ مهٔ ۱۹۶۰ – ۱۲ آوریل ۲۰۱۴) دوچرخه‌سوار اهل فرانسه بود.